# 久留米市の地名
久留米市の地名では、福岡県久留米市の地名の一覧を記す。

## 現行の町・大字名
現行の町名を五十音順に列挙する。
- 合川町
- 朝妻町
- 旭町
- 洗町
- 荒木町荒木
- 荒木町今
- 荒木町下荒木
- 荒木町白口
- 荒木町藤田
- 梅満町
- 江戸屋敷1丁目～2丁目
- 大石町
- 大手町
- 大橋町合楽
- 大橋町常持
- 大橋町蜷川
- 上津1丁目～2丁目
- 上津町
- 北野町赤司
- 北野町石崎
- 北野町稲数
- 北野町今山
- 北野町大城
- 北野町乙丸
- 北野町乙吉
- 北野町金島
- 北野町上弓削
- 北野町高良
- 北野町十郎丸
- 北野町陣屋
- 北野町千代島
- 北野町塚島
- 北野町冨多
- 北野町鳥巣
- 北野町中
- 北野町中川
- 北野町中島
- 北野町仁王丸
- 北野町八重亀
- 京町
- 草野町草野
- 草野町紅桃林
- 草野町矢作
- 草野町吉木
- 櫛原町
- 高良内町
- 小頭町
- 国分町
- 小森野1丁目～7丁目
- 篠山町
- 篠原町
- 荘島町
- 城島町青木島
- 城島町芦塚
- 城島町浮島
- 城島町内野
- 城島町江上
- 城島町江上上
- 城島町江上本
- 城島町江島
- 城島町大依
- 城島町上青木
- 城島町下青木
- 城島町下田
- 城島町四郎丸
- 城島町城島
- 城島町楢津
- 城島町西青木
- 城島町浜
- 城島町原中牟田
- 城島町六町原
- 城南町
- 白山町
- 新合川1丁目～2丁目
- 諏訪野町
- 青峰1丁目～3丁目
- 瀬下町
- 善導寺町飯田
- 善導寺町木塚
- 善導寺町島
- 善導寺町与田
- 高野1丁目～2丁目
- 田主丸町秋成
- 田主丸町朝森
- 田主丸町石垣
- 田主丸町以真恵
- 田主丸町恵利
- 田主丸町上原
- 田主丸町志塚島
- 田主丸町菅原
- 田主丸町鷹取

- 田主丸町竹野
- 田主丸町田主丸
- 田主丸町地徳
- 田主丸町常盤
- 田主丸町豊城
- 田主丸町中尾
- 田主丸町長栖
- 田主丸町野田
- 田主丸町殖木
- 田主丸町船越
- 田主丸町牧
- 田主丸町益生田
- 田主丸町森部
- 田主丸町八幡
- 田主丸町吉本
- 大善寺大橋1丁目
- 大善寺町黒田
- 大善寺町中津
- 大善寺町藤吉
- 大善寺町宮本
- 大善寺町夜明
- 大善寺南1丁目～2丁目
- 太郎原町
- 中央町
- 津福今町
- 津福本町
- 寺町
- 天神町
- 東和町
- 通東町
- 通外町
- 通町
- 長門石1丁目～5丁目
- 長門石町
- 縄手町
- 南薫西町
- 南薫町
- 西町
- 野中町
- 野伏間1丁目
- 花畑1丁目～3丁目
- 原古賀町
- 東合川1丁目～9丁目
- 東合川新町
- 東合川干出町
- 東合川町
- 東櫛原町
- 東町
- 日ノ出町
- 百年公園
- 日吉町
- 藤光1丁目
- 藤光町
- 藤山町
- 蛍川町
- 本町
- 松ヶ枝町
- 御井朝妻1丁目
- 御井旗崎1丁目～5丁目
- 御井町
- 三潴町生岩
- 三潴町壱町原
- 三潴町清松
- 三潴町草場
- 三潴町高三潴
- 三潴町田川
- 三潴町玉満
- 三潴町西牟田
- 三潴町早津崎
- 三潴町原田
- 三潴町福光
- 南1丁目～4丁目
- 宮ノ陣1丁目～6丁目
- 宮ノ陣町大杜
- 宮ノ陣町五郎丸
- 宮ノ陣町八丁島
- 宮ノ陣町若松
- 六ツ門町
- 本山1丁目～2丁目
- 安武町住吉
- 安武町武島
- 安武町安武本
- 山川安居野1丁目～3丁目
- 山川市ノ上町
- 山川追分1丁目～2丁目
- 山川沓形町
- 山川神代1丁目～3丁目
- 山川野口町
- 山川町
- 山本町豊田
- 山本町耳納

## 町・大字の変遷
()内は旧町・大字名である。

### 市制当初の町名
1889年の時点で以下の町名があった。なお、取り消し線は現存しない町である。
- 両替町(1973年廃止)
- 篠山町
- 京町
- 洗町
- 築島町(1973年廃止)
- 築島新町(1973年廃止)
- 今町(1973年廃止)
- 田町(1973年廃止)
- 魚屋町(1973年廃止)
- 細工町(1973年廃止)
- 呉服町(1973年廃止)
- 米屋町(1973年廃止)
- 片原町(1973年廃止)
- 鍛冶屋町(1973年廃止)
- 三本松町(1973年廃止)
- 新町(1973年廃止)
- 紺屋町(1973年廃止)
- 日吉町
- 櫛原町
- 通町
- 通外町
- 蛍川町
- 寺町
- 裏町(1940年松ヶ枝町に)
- 原古賀町
- 苧扱川町(おこんがわ、1932年本町に)
- 小頭町
- 荘島町
- 瀬下町
- 通東町
- 縄手町
- 南薫町
- 南薫西町

### 大正期に編入された地区
旧鳥飼村(1917年編入)・旧節原村(1923年編入)・旧国分町(1924年編入)は、大字のまま編入したのち、それぞれ翌年に町名設置を行っている。なお、大半は1つの大字から1つの町が発足している。
旧鳥飼村
- 津福本町(津福)
- 津福今町(津福今)
- 大石町(大石)
- 白山町(白山)
- 梅満町(梅満)
- 長門石町(長門石)

旧節原村
- 小森野町(小森野)
- 東櫛原町(櫛原・合川)
- 高野町(合川)

旧国分町
- 西町(西久留米)
- 東町(東久留米)
- 国分町(国分)
- 野中町(野中)
- 諏訪野町(野中)

### 昭和前中期の町名変更
以下の町が発足している。年ごとに列挙する。
1932年
- 本町(苧扱川町より改称)

1938年
- 旭町(小森野町・篠山町)
- 天神町(東町・諏訪野町)

1940年
- 松ヶ枝町(裏町より改称)

1944年
- 日ノ出町(小森野町・篠山町・櫛原町・東櫛原町)

1951年
- 大手町(東町)
- 篠原町(東町・諏訪野町)
- 東和町(東町)

1956年
- 南町(上津町・国分町・西町・津福今町)

### 昭和前中期に編入された地区
旧御井町(1943年編入)・旧合川村・旧上津荒木村・旧山川村・旧高良内村(以上、1951年編入)・は編入と同時に町名設置が行われた。1つの大字につき1つの町が置かれており、一部は大字とは別の名称になったものもある。
旧御井町
- 御井町

旧合川村
- 合川町(合川)
- 東合川町(足穂)

旧上津荒木村
- 上津町(上津荒木)
- 藤光町(藤光)
- 藤山町(藤山)

旧山川村
- 太郎原町(太郎原)
- 山川町(山川)

旧高良内村
- 高良内町

### 昭和の大合併期から1960年代に編入された地区
旧山本村・旧宮ノ陣村(以上、1958年編入)・旧草野町(1960年編入)・旧筑邦町・旧善導寺町(以上、1967年編入)は、合併前の旧町村名と組み合わせて「○○町××」の形で地名を表記している。ただし、筑邦町・善導寺町の2町は昭和の大合併で合併する前の町村名を用いて、「荒木町」「大善寺町」「安武町」「善導寺町」「大橋町」に分けている。
旧山本村
- 山本町豊田
- 山本町耳納

旧宮ノ陣村
- 宮ノ陣町大杜
- 宮ノ陣町五郎丸
- 宮ノ陣町八丁島
- 宮ノ陣町宮瀬(2001年、住居表示実施により消滅)
- 宮ノ陣町若松

旧草野町
- 草野町草野
- 草野町紅桃林
- 草野町矢作
- 草野町吉木

旧筑邦町
- 荒木町荒木
- 荒木町今
- 荒木町下荒木
- 荒木町白口
- 荒木町藤田
- 大善寺町黒田
- 大善寺町中津
- 大善寺町藤吉
- 大善寺町宮本
- 大善寺町夜明
- 安武町住吉
- 安武町武島
- 安武町安武本

旧善導寺町
- 善導寺町飯田
- 善導寺町木塚
- 善導寺町島(1959年、草野町矢作・吉木の一部を編入し、善導寺町矢作・吉木となったのち、1960年に新設)
- 善導寺町与田
- 大橋町合楽
- 大橋町常持
- 大橋町蜷川

### 平成の大合併までの町名設置
1973年、中心部で地番整理が行われ、以下の3町が発足した。この時に、旧市街の多くの町が廃止されている。
- 城南町(両替町・京町・築島新町・築島町・魚屋町・呉服町・片原町・篠山町)
- 中央町(細工町・田町・今町・片原町・米屋町・本町・鍛冶屋町・呉服町・魚屋町・築島町・築島新町・京町・縄手町・荘島町・白山町)
- 六ツ門町(日吉町・西町・小頭町・東町)

また、1980年代以降は住居表示が実施されるようになり、以下の町が発足している(ただし花畑は地番整理)。
1982年
- 青峰1丁目～3丁目(高良内町)

1985年
- 長門石1丁目～5丁目(長門石町)

1988年
- 朝妻町(東合川町・御井町)
- 東合川1丁目～9丁目(東合川町・御井町・山川町)
- 東合川新町(東合川町・山川町)
- 東合川干出町(東合川町)
- 御井朝妻1丁目(御井町・東合川町)
- 御井旗崎1丁目～5丁目(御井町・東合川町)
- 山川安居野1丁目～3丁目(山川町)
- 山川市ノ上町(山川町)
- 山川追分1丁目～2丁目(山川町)
- 山川沓形町(山川町・御井町)
- 山川神代1丁目～3丁目(山川町・東合川町)
- 山川野口町(山川町)

1997年
- 大善寺大橋1丁目(大善寺町宮本)
- 大善寺南1丁目～2丁目(大善寺町宮本)

1998年
- 上津1丁目～2丁目(上津町)
- 野伏間1丁目(荒木町白口・藤光町)
- 藤光1丁目(藤光町・上津町)
- 本山1丁目～2丁目(上津町・藤光町)

1999年
- 小森野1丁目～7丁目(小森野町・高野町)
- 高野1丁目～2丁目(高野町)

2001年
- 宮ノ陣1丁目～6丁目(宮ノ陣町宮瀬・大杜・五郎丸)

2004年
- 江戸屋敷1丁目～2丁目(荒木町白口・上津町・津福今町・西町)
- 南1丁目～4丁目(南町・上津町)

### 平成の大合併で編入された地区
旧北野町・旧城島町・旧三潴町・旧田主丸町(2005年編入)は、合併前の旧町村名と組み合わせて「○○町××」の形で地名を表記している。
旧北野町
- 北野町赤司
- 北野町石崎
- 北野町稲数
- 北野町今山
- 北野町大城
- 北野町乙丸
- 北野町乙吉
- 北野町金島
- 北野町上弓削
- 北野町高良
- 北野町十郎丸
- 北野町陣屋
- 北野町千代島
- 北野町塚島
- 北野町冨多
- 北野町鳥巣
- 北野町中
- 北野町中川
- 北野町中島
- 北野町仁王丸
- 北野町八重亀

旧城島町
- 城島町青木島
- 城島町芦塚
- 城島町浮島
- 城島町内野
- 城島町江上
- 城島町江上上
- 城島町江上本
- 城島町江島
- 城島町大依
- 城島町上青木
- 城島町下青木
- 城島町下田
- 城島町四郎丸
- 城島町城島
- 城島町楢津
- 城島町西青木
- 城島町浜
- 城島町原中牟田
- 城島町六町原

旧三潴町
- 三潴町生岩
- 三潴町壱町原
- 三潴町清松
- 三潴町草場
- 三潴町高三潴
- 三潴町田川
- 三潴町玉満
- 三潴町西牟田
- 三潴町早津崎
- 三潴町原田
- 三潴町福光

旧田主丸町
- 田主丸町秋成
- 田主丸町朝森
- 田主丸町石垣
- 田主丸町以真恵
- 田主丸町恵利
- 田主丸町上原
- 田主丸町志塚島
- 田主丸町菅原
- 田主丸町鷹取
- 田主丸町竹野
- 田主丸町田主丸
- 田主丸町地徳
- 田主丸町常盤
- 田主丸町豊城
- 田主丸町中尾
- 田主丸町長栖
- 田主丸町野田
- 田主丸町殖木
- 田主丸町船越
- 田主丸町牧
- 田主丸町益生田
- 田主丸町森部
- 田主丸町八幡

### その後の町名設置
2006年
- 新合川1丁目～2丁目(合川町・東合川町)
- 百年公園(合川町・東櫛原町)

2007年
- 田主丸町吉本

2011年
- 花畑1丁目～3丁目(西町)